# John van der Wiel
 John van der Wiel  (9 de agosto de 1959) es un Gran Maestro neerlandés de ajedrez. En la lista de enero de 2009 de la FIDE tiene un ELO de 2494.
Fue campeón de Europa juvenil en 1978, campeón de Países Bajos en 1986, participante de las Olimpíadas de ajedrez (1980-1984), participante de los torneos interzonales de Moscú (1982) - 11.ª-12.ª plaza y Biel (1985) - 4ª-6ª plaza (perdió en el match de desempate contra Nigel Short. Sus mejores resultados en otros torneos internacionales han sido: Sochi (1980) - 4ª-5ª plaza, Wijk aan Zee (1981) 1ª plaza, Wijk aan Zee (1982) - 3ª-4ª Novi-Sad (1982) etc. Obtuvo el título de GM en 1982.